# Dicliptera villosior
Dicliptera villosior är en akantusväxtart som beskrevs av J. Berhaut. Dicliptera villosior ingår i släktet Dicliptera och familjen akantusväxter. Inga underarter finns listade i Catalogue of Life.